# Толстая, Светлана Николаевна
Светла́на Никола́евна Толста́я (род. 9 августа 1971, Алма-Ата) — казахстанская легкоатлетка (спортивная ходьба), мастер спорта Республики Казахстан международного класса.

## Биография
С. Н. Толстая — участница четырёх олимпиад: Олимпиады — 1996 в Атланте (21-е место), Олимпиады — 2000 в Сиднее (21-е место), Олимпиады — 2004 в Афинах (28-е место) и Олимпиады — 2008 в Пекине (29-е место). Она принимала участие в шести чемпионатах мира: в Афинах — 1997 г. (13-е место), в Севилье — 1999 г. (19-е место), в Эдмонтоне — 2001 г. (дисквалификация), в Париже — 2003 г. (22-е место), в Хельсинки — 2005 г. (17-е место) и в Берлине — 2009 г. (32-е место). Лишь на Азиатских соревнованиях она завоевывала медали серебряного и бронзового достоинства.